# Guerra de Utah
A Guerra de Utah (1857-1858) foi um conflito nos Estados Unidos da América entre os Santos dos últimos dias e o governo federal dos Estados Unidos, pela hegemonia e comando do estado de Utah.
A Guerra de Utah, também conhecida como a Expedição Utah ou mancada de Buchanan, foi uma disputa armada entre os Santos dos Últimos Dias ("Mórmon") colonos do Utah e do governo federal dos Estados Unidos. O confronto durou de maio de 1857 até julho 1858. Nesta guerra não houve batalhas especialmente sangrentas e a maioria das baixas foram civis não-mórmones, acabando por ser resolvida através de negociação. No entanto, segundo o historiador William P. MacKinnon, a guerra de Utah foi a mais cara e extensiva intervenção militar durante o período compreendido entre a Guerra Mexicano-Americana e a Guerra Civil.

## Governo dos EUA
O governo dos EUA receava que os mórmons, pelo seu crescimento, conseguissem dividir o país, além de tudo o governo mórmon no território do Utah, passou a  usar a sua lei eclesiástica em detrimento das leis federais, o que passou a causar um grande desconforto no governo federal. Enquanto isso os mórmons alegaram que simplesmente instalaram-se na região oeste pois era o único lugar onde não eram perseguidos, mas não pretendiam dividir ou dominar o país, e sim pregar o evangelho de Jesus Cristo. Mas o governo federal, ainda com receio decidiu tomar uma atitude em relação ao comportamento mórmon gerando conflitos.

## Visão Geral
A partir de 1857 a 1858, a administração de Buchanan tentou abafar o que poderia ser percepcionada como uma rebelião no Utah, em território mórmon. Temerosa de que a numerosa expedição militar federal enviada para a região procedessem a um extermínio, os mórmons bloquearam a entrada do exército no vale de Salt Lake. O confronto entre os mórmons, apelidados de Legião Nauvoo, e o Exército dos Estados Unidos envolveu apenas a destruição de propriedades e algumas breves escaramuças no que é hoje o sudoeste do Wyoming, não havendo um verdadeiro confronto entre forças militares em batalha.
No final, as negociações entre os Estados Unidos e os Santos dos Últimos Dias, resultou na transferência do governo do Território do Utah que pertencia ao líder da igreja SUD Brigham Young, para o não-mórmon Alfred Cumming, e a pacifica entrada do exército em Utah.

## Eventos Pregressos
Em 1847 membros da Igreja de Jesus Cristo dos Santos dos Últimos Dias, chamados também de pioneiros mórmons, começaram a se estabelecer no território que hoje pertence ao estado do Utah, que na época fazia parte da República Centralista do México. Eles deixaram os Estados Unidos após uma série de conflitos com comunidades do Missouri e de Illinois, que em 1844 resultaram na morte de Joseph Smith Jr, fundador do movimento Santos dos Últimos Dias.
Os líderes do movimento acreditavam que saindo dos Estados Unidos e se estabelecendo em um local isolado poderiam praticar sua fé livremente, no entanto a situação mudaria em 1848, quando após a Guerra Mexicano-Americana, os Estados Unidos adquiriram o controle das terras da alta Califórnia e do Novo México, bem como a região ao qual o Utah faz parte.
Em 1848, Sutter Mill descobriu uma mina de ouro na alta Califórnia, que trouxe sucessivamente uma grande leva de migrantes para o Oeste, passando pelos territórios em que os mórmons se estabeleceram, acabando com o isolacionismo desejado pelos líderes do movimento.
Em 1849 os mórmons propuseram que seus territórios fossem incorporados aos Estados Unidos, porém que eles escolheriam alguém simpático a sua fé para governar a região, o Congresso dos Estados Unidos então criou o Território do Utah, como parte do Compromisso de 1850, e o presidente Millard Fillmore escolheu Brigham Young, líder do movimento mórmon para ser o governador do território. Inicialmente o grupo ficou agradecido com a escolha do governo federal, porém com o tempo a boa relação foi se deteriorando.[carece de fontes?]

## Controvérsias do Movimento
Nesse tempo os líderes da Igreja dos Santos dos Últimos Dias aceitavam a poligamia, estimasse que naquela época 25% dos membros da igreja tinham relações poligâmicas, que envolvia um terço das mulheres com idade para se casar. Essa pratica só foi condenada em 1890 pelo então líder da igreja Wilford Woodruff. Contudo o resto da sociedade americana condenava a prática, acusando os mórmons de praticarem atos imorais inaceitáveis.
Muitos políticos da costa oeste estavam alarmados com as práticas semi-teocráticas aplicadas pelos seguidores do movimento. Muitos líderes da Igreja dos Santos dos Últimos Dias, receberam poderes administrativos sobre o território, quase que no mesmo nível federal, incluindo poderes de juízes de sucessão, aos quais se orientavam a base de suas leis eclesiásticas. Isso passou a irritar o presidente e o congresso que viam no ato uma obstrução das operações das instituições legitimas do governo dos Estados Unidos.
Vários artigos jornalísticos eram sensacionalistas e exageravam os acontecimentos dentro do território mórmon, essas histórias disseminadas faziam com que os cidadãos americanos acreditassem que o grupo poderia ser uma ordem sionista tentando criar um reino poligâmico em seu território adquirido. Muitas dessas crenças eram potencializadas pelas práticas comunitárias do grupo, que segundo muitos violava os princípios do republicanismo, além disso, James Strang um dos que reivindicou a liderança da igreja após a morte de Joseph Smith, se autoproclamou rei quando junto com seus seguidores se fixou em Beaver Island no Lago Michigan, após a maioria dos mórmons terem migrado para o Utah.

## Aumento das Tensões
Todas essas circunstâncias só ajudavam a estremecer a relação dos líderes mórmons com o governo federal. Alguns oficiais federais foram enviados pelo governo para estar a par dos acontecimentos dentro do território, inicialmente a relação entre esses oficiais e os membros da igreja eram pacificas, porém com o tempo os servidores ficaram horrorizados com as práticas imorais que circundavam as relações desses indivíduos, além disso os líderes da igreja utilizavam a sua lei eclesiástica para julgar e sentenciar pessoas em vários assuntos ligados a convivência social, em detrimento das leis federais. O Presidente James Buchanan foi o primeiro a apontar a necessidade de substituir o governador do Território do Utah, no lugar de Brigham Young ele indicou o nome de Alfred Cumming, foi enviado então uma notificação à Young, dizendo que ele seria substituído quando Cumming chagasse ao território em novembro de 1857, Buchanan também decidiu enviar uma força formada por 2500 homens, para construir um posto em Utah e garantir que o novo governador fosse empossado.

## Conflito

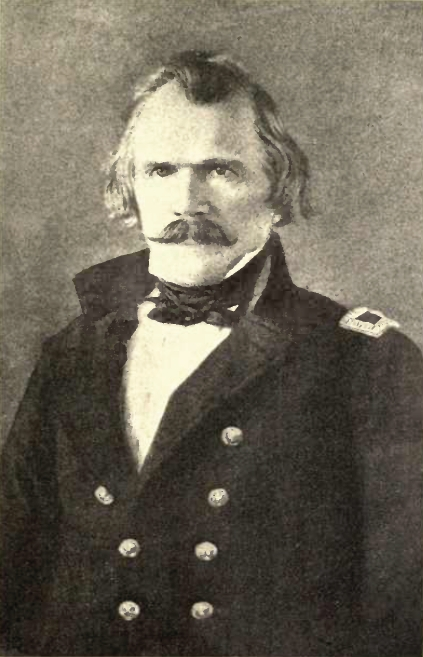
Coronel Albert Sidney Johnston, militar que assumiu o comando das tropas americanas em meio ao conflito, e que liderou a incursão pacifica até a entrada no Território do Utah

A noticia da expedição militar ao Utah deixou os mórmons apreensivos, fazendo com que começassem a planejar suas estratégias defensivas. Os mórmons passaram a temer que as forças federais pudessem aniquilar os seguidores do grupo, Young começou a recomendar que os mórmons evacuassem suas casas e levassem seus estoques de comida, enquanto isso os líderes do movimento começaram a se armar e se preparar para um possível confronto, missionários mórmons que estavam na Europa e no resto dos Estados Unidos foram chamados de volta para participarem das ações.
Os mórmons teceram uma aliança com os nativos, para lhes auxiliarem no possível confronto, contudo suas relações eram frágeis demais, fazendo com que líderes mórmons passassem a incentivar casamentos entre índios e mórmons para estreitarem as relações. No início de agosto de 1857, Young reativou a Legião Nauvoo, que foi a milícia criada para defender os mórmons durante o confronto em Illinois, a milícia estava sob o comando de Daniel H. Wells que convocou todos os homens entre 15 e 60 anos para servirem na milícia.
A expedição militar enviada pelo governo não contava com um grande contingente, e as táticas de guerrilha usada pela milicia mórmon, foram atrasando as tropas federais. A Legião Nauvoo finalmente fez contato com tropas federais no final de setembro, a oeste de South Pass, a milícia então começou a queimar a vegetação na trilha, para forçar uma debandada do gado do exército. No início de outubro, membros da milícia incendiaram Fort Bridger para que não caíssem nas mãos do exército. Poucos dias depois, três grandes trens de abastecimento do exército foram queimados por um grupo de cavalaria mórmon liderada por Lot Smith, cavalos e gado foram roubados do trem de abastecimento e levados à oeste pela milícia. O exército começou a ficar cansado do assédio mórmon que foi constante durante todo o outono.
O coronel Edmund Alexander que era o responsável pelas operações, foi substituído pelo coronel Albert Sidney Johnston, que era um militar mais agressivo que o antigo comandante. Porém o novo comandante assumiu o controle em novembro em meio ao inverno rigoroso da região, o que fez com que não pudesse atacar imediatamente os rebeldes mórmons.

Território do Utah (em azul) na época do conflito, em comparação com a atual divisão dos estados americanos

O destacamento então se estabeleceu em campos de inverno que eram mal equipados e contavam com suprimentos escassos, perto dos restos queimados de Fort Bridger, agora no estado do Wyoming. Johnston foi logo acompanhado pelo destacamento comandado pelo tenente-coronel Philip St. George Cooke, que trazia Alfred Cumming, novo governador de Utah, e uma lista de outros funcionários federais de Fort Leavenworth. No entanto, eles também contavam com poucos suprimentos e cavalos. Em 21 de novembro, Cumming enviou uma proclamação aos cidadãos de Utah declarando que o estado entendia que eles estavam em rebelião, e logo depois, anunciando que Brigham Young e mais de 60 outros membros da hierarquia mórmon estavam sendo acusados de traição. Johnston aguardava reabastecimento e reforços para atacar as posições rebeldes após o degelo da primavera.

## Resolução
Aproveitando a quebra do conflito durante o inverno, Bringhan Young enviou uma carta até a Pensilvânia, solicitando a ajuda de Thomas L. Kane, político que ajudou o grupo mórmon quando estes enfrentaram conflitos no Leste contra colonos no Missouri e Illinois, Kane foi um dos políticos que ajudaram na migração para o Oeste, e que deram apoio ao grupo em meio a divergências com o governo federal.
Kane entrou em contato com o presidente Buchanan se oferecendo para tecer um acordo que fosse benéfico para as duas partes, detalhes das negociações entre Kane e Young infelizmente não são claros. Supõe-se que Kane convenceu Young a aceitar a nomeação de Cumming como governador do território, embora Young tenha expressado sua vontade de aceitar tais termos desde o início da crise. É incerto se Kane conseguiu convencer Young naquele momento a permitir que o exército entrasse em Utah. No início de março, Kane viajou para a base de inverno de Johnston em Fort Bridger, embora não tivesse um relacionamento de amizade (os dois pouco se conheciam) com o coronel Johnston, ele finalmente convenceu o governador Cumming a viajar para Salt Lake City sem sua escolta militar sob garantia de que seria recebido pacificamente. Cumming foi recebido com cortesia por Young e pelos cidadãos de Utah em meados de abril e logo foi instalado em seu novo escritório. Cumming tornou-se uma voz moderada e se opôs à linha dura contra os mórmons proposta pelo coronel Johnston e outras autoridades federais. Kane deixou o território de Utah rumo à Washington D.C, para informar o Presidente Buchanan sobre os resultados de sua missão.
O presidente Buchanan nesse tempo passava por grande pressão do congresso para acabar com o conflito. Portanto, enviou uma comissão de paz oficial para Utah formada por Benjamin McCulloch e Lázaro Powell, que chegou ao território em junho. A comissão ofereceu um perdão aos mórmons, se eles se submetessem à autoridade do governo, isso incluía permitir que o exército de Johnston se estabelecesse no território, além disso os comissários garantiram que o governo não iria interferir na religião do grupo. Eles também garantiram que uma vez o novo governador fosse instalado, as forças armadas deixariam a região, ficando apenas em regiões onde era necessária a proteção contra os índios para assegurar a passagem de migrantes para a Califórnia. Enquanto todas essas garantias privadamente foram apresentadas, Buchanan manteve uma postura mais dura em suas declarações públicas.
Em 12 de abril de 1858, Alfred Cumming chegou em Salt Lake City, e Brigham Young aceitando os termos apresentados pela comissão federal, entregou o título de governador a ele, em junho de 1858 o exército do coronel Albert Sidney Johnston entra no território do Utah, fixando sua posição em Camp Floyd, que só seria abandonado pelos militares em 1861, após o início da guerra civil.

## Linha do Tempo
- Março de 1857: James Buchanan toma posse como presidente dos Estados Unidos e decide agir contra os mórmons.
- Abril de 1857: Começa-se a especular quem seria posto no lugar de Brigham Young.
- 29 de junho de 1857: O presidente James Buchanan declara que Utah se rebelou contra o país, e começa a mobilizar um regimento do exército, liderado inicialmente por Edmund Alexander.
- 5 de julho de 1857: Brigham Young em seu sermão, fala sobre os rumores de que o governo estava enviando tropas para o território do Utah.
- 13 de julho de 1857: O presidente Buchanan aponta que Alfred Cumming será o governador do Utah, ao mesmo tempo os mórmons Porter Rockwell e Abraham Smoot tomam conhecimento que tropas federais estão se deslocando para o Utah,
- 23 de julho de 1857: Rockwell e Smoot chegam em Salt Lake City e informam Brigham Young dos planos do governo.
- 7-11 de setembro: Um grupo de migrantes é atacado pela milícia mórmon com apoio de nativos da região.
- 15 de setembro de 1857: Brighan Young declara lei marcial.
- 18 de setembro de 1857: As tropas federais chegam à Fort Leavenworth, Kansas, próximo de Utah.
- 5 de outubro de 1857: Lot Smith liderando a Legião Nauvoo, queima 52 vagões do trem que trazia provisões para o Exército dos Estados Unidos,
- 3 de novembro de 1857: O coronel Albert Sidney Johnston, substitui o coronel Alexander no comando das tropas do exército. Johnston esperaria o fim do inverno para se mover até Salt Lake City e atacar os mórmons.
- Fevereiro de 1858: Thomas Kane chega à Salt Lake, para servir de negociador entre o governo e os mórmons.
- Março de 1858: Kane visita o acampamento das tropas federais, e persuade Alfred Cumming a viajar à Salt Lake sem sua escolta militar, garantindo que as milícias mórmons não fariam mal algum a ele.
- 12 de abril de 1858: O novo governador Cumming chega à Utah, e se instala em seu gabinete assumindo a posse do governo.
- Junho de 1858: As tropas de Johnston chegam em Utah, estabelecendo-se em Camp Floyd, a algumas milhas de distancia de Salt Lake City.
- 1861: Camp Floyd é abandonado com o início da guerra civil.